# Fausto Cercignani
Fausto Cercignani (olasz kiejtés: fausto tʃertʃiɲɲani) (Milánó, 1941. március 21. –) olasz filológus, irodalomtörténész, esszéista, költő, egyetemi tanár.

## Tevékenység
Fausto Cercignani 2011-ig, nyugdíjba vonulásáig germanisztikát és az angol nyelv történetét tanította különböző olasz egyetemeken.
Jelentős tanulmányt írt a Shakespeare-korabeli angol nyelv kiejtéséről, és amelyre más kutatók is hivatkoznak.
A témával kapcsolatos fő munkája Shakespeare's Works and Elizabethan Pronunciation, Oxford, University Press (Clarendon Press), 1981.
Az irodalomkritikus Cercignani számos híres szerzővel foglalkozott: Jens Peter Jacobsen, Georg Trakl, Georg Büchner, Arthur Schnitzler, Johann Wolfgang von Goethe, Gotthold Ephraim Lessing, Wilhelm Heinrich Wackenroder, Hugo von Hofmannsthal, Rainer Maria Rilke, Alban Berg, E. T. A. Hoffmann, Novalis, Joseph Roth, Richard Beer-Hofmann, Karl Kraus, Franz Kafka, Thomas Mann, August Stramm, Gerhart Hauptmann, Reinhard Jirgl, Friedrich Schiller, Karl Krolow, Christa Wolf.
A nyelvészeti tanulmányok területén a germán nyelvi csoportot (proto-germán, gót, angol és német) vizsgálta a történeti nyelvészet szempontjai szerint.
Fausto Cercignani a "Studia austriaca" (e-ISSN 2385-2925, p-ISSN 1593-2508) és a "Studia theodisca" (e-ISSN 2385-2917, p-ISSN 1593-2478) nemzetközi irodalmi folyóiratok főszerkesztője.

## A költő
Cercignani költményei hét kötetben jelentek meg. A 2015-ben kiadott Scritture. Poesie edite e inedite a kiadatlan verseit is tartalmazza.
Kísérletezett önfordítással is. Az Adagio című versét német, angol és francia nyelvre fordította le.

## Válogatott munkái

### Anglisztika
- Shakespeare's Works and Elizabethan Pronunciation, Oxford, University Press (Clarendon Press), 1981[3]
- English Rhymes and Pronunciation in the Mid-Seventeenth Century, in "English Studies", 56/6, 1975, 513-518.[6]
- The Development of */k/ and */sk/ in Old English, in "Journal of English and Germanic Philology", 82/3, 1983, 313-323.[7]

### Germanisztika
- The Consonants of German: Synchrony and Diachrony , Milano, Cisalpino, 1979[8]
- The Development of the Gothic Short/Lax Subsystem, in "Zeitschrift für vergleichende Sprachforschung", 93/2, 1979, 272-278.[9]
- Early «Umlaut» Phenomena in the Germanic Languages, in "Language", 56/1, 1980, 126-136.[10]
- Zum Hochdeutschen Konsonantismus. Phonologische Analyse und phonologischer Wandel, in "Beiträge zur Geschichte der deutschen Sprache und Literatur", 105/1, 1983, 1-13.[11]
- The Elaboration of the Gothic Alphabet and Orthography, in "Indogermanische Forschungen", 93, 1988, 168-185.[12]
- Saggi linguistici e filologici. Germanico, gotico, inglese e tedesco, Alessandria, 1992[13]